# Thomas Banks Cabaniss

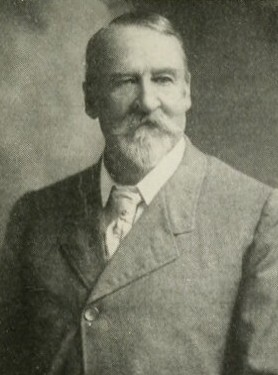
Thomas Banks Cabaniss

Thomas Banks Cabaniss (* 31. August 1835 in Forsyth, Monroe County, Georgia; † 14. August 1915 ebenda) war ein US-amerikanischer Politiker. Zwischen 1893 und 1895 vertrat er den Bundesstaat Georgia im US-Repräsentantenhaus.

## Werdegang
Thomas Cabaniss war ein Cousin von Thomas Chipman McRae (1851–1929), der zwischen 1885 und 1903 Kongressabgeordneter für den Staat Arkansas war. Er besuchte private Schulen und das Penfield College. Anschließend studierte er bis 1853 an der University of Georgia in Athens. Nach einem Jurastudium wurde er im Jahr 1861 als Rechtsanwalt zugelassen.  Während des Bürgerkrieges diente Cabaniss im Heer der Konföderation. Nach dem Krieg kehrte er nach Forsyth zurück, wo er als Rechtsanwalt praktizierte.
Politisch war er Mitglied der Demokratischen Partei. Zwischen 1865 und 1867 saß er als Abgeordneter im Repräsentantenhaus von Georgia. Danach war er bis 1873 zuerst stellvertretender und dann eigentlicher Verwaltungschef des Staatssenats (Secretary of the State Senate). Anschließend arbeitete er bis 1877 als Staatsanwalt im Gerichtsbezirk von Flint. In den Jahren 1878 bis 1880 sowie nochmals von 1884 bis 1886 gehörte Cabaniss dem Senat von Georgia an.
Bei den Kongresswahlen des Jahres 1892 wurde er im sechsten Wahlbezirk von Georgia in das US-Repräsentantenhaus in Washington, D.C. gewählt, wo er am 4. März 1893 die Nachfolge von James Henderson Blount antrat. Da er im Jahr 1894 von seiner Partei nicht zur Wiederwahl nominiert wurde, konnte er bis zum 3. März 1895 nur eine Legislaturperiode im Kongress absolvieren. Nach seinem Ausscheiden aus dem US-Repräsentantenhaus wurde Thomas Cabaniss Mitglied der Dawes-Kommission, die das Indianer-Territorium befrieden sollte. 1910 wurde er zum Bürgermeister seines Heimatortes Forsyth gewählt. In den Jahren 1913 und 1914 war er am dortigen Gericht als Richter tätig. Er starb am 14. August 1915 in Forsyth.